# Åttonde söndagen efter trefaldighet
Åttonde söndagen efter trefaldighet är en av söndagarna i "kyrkans vardagstid".
Den infaller 16 veckor efter påskdagen. Den liturgiska färgen är grön.
Temat för dagens bibeltexter enligt evangelieboken är Andlig klarsyn:, och en välkänd text är den där Johannes berättar hur vi ska skilja mellan andar:
Så kan ni se vilken ande som är Guds:
varje ande som erkänner att Jesus Kristus har kommit i mänsklig gestalt är från Gud, men den ande som förnekar Jesus är inte från Gud. Det är Antikrists ande, som ni har hört skall komma och som redan nu är i världen.

## Svenska kyrkan

### Texter
Söndagens tema enligt 2003 års evangeliebok är Andlig klarsyn. De bibeltexter som används för att belysa dagens tema är:
| Första årgången                                                  | Andra årgången                                                                 | Tredje årgången                                             | Psaltarpsalm        |
| Mika 3:5-8 Första Johannesbrevet 4:1-6 Matteusevangeliet 7:15-21 | Ordspråksboken 7:1-3 Första Korinthierbrevet 3:10-15 Matteusevangeliet 7:22-29 | Jeremia 7:1-7 Romarbrevet 8:14-17 Matteusevangeliet 7:13-14 | Psaltaren 119:30-35 |

### Fotnoter
1. ↑  ”Åttonde söndagen efter trefaldighet”. Svenska kyrkan. https://www.svenskakyrkan.se/troochandlighet/kyrkoarets-bibeltexter?helgdag=60. Läst 27 november 2015.
2. ↑   Den svenska psalmboken med tillägg. Stockholm: Verbum. 2005. sid. 1490–1493. Libris ht7wjxh8f3k4gcqk. ISBN 978-91-526-5515-3